# مری نویل (ورزشکار)
مری نویل (انگلیسی: Mary Nevill؛ زادهٔ ۱۲ مارس ۱۹۶۱) بازیکن هاکی روی چمن اهل بریتانیا است.